# 内山あや
内山 あや（うちやま あや、2004年5月22日 - ）は、日本将棋連盟所属の女流棋士。女流棋士番号は71。イギリス・ベルファスト市出身。北島忠雄門下。中央大学高等学校卒業、2023年4月より中央大学理工学部数学科在学中。

## 棋歴

### 女流棋士になるまで
父がパソコンの画面で見ていた第2回電王戦をのぞき見したのをきっかけに将棋を始める。
2017年7月、中学生将棋名人戦で3位入賞。同年9月、第49期女流アマ名人戦で準優勝。
2017年10月、関東研修会に入会（C2クラス）。
2018年6月に研修会C1クラスに昇級、その後8連勝でB2クラスに昇級し、中2で女流棋士資格を得た。しかし、既に大学進学を目指すと決めていて勉強に励むことも考えていたため、対局をこなしていけるか分からず、この時点では資格申請をしなかった。同年、全国中学生選抜将棋選手権大会女子の部で準優勝。
2019年5月、受験勉強に力を注ぐため研修会を休会。しかし、受験終了後に女流棋士を目指すことも視野に入れ、一度資格申請をしなかった場合どうなるかを幹事に相談し、復帰後に48局指せば再び女流棋士資格を得られると説明を受けた。研修会休会中もアマチュア大会にはいくつか出場し、同年10月、女流アマ名人戦で4位入賞。
2020年、第14回白瀧あゆみ杯争奪 新人登竜門戦の準決勝で加藤圭、決勝で和田あきを破り、棋戦初のアマチュア優勝を果たす。
同2020年6月から研修会に復帰。復帰後の対局数が48局に到達し、再び女流棋士資格を得た。
2020年12月1日付で女流棋士資格申請書が受理され、日本将棋連盟東京本部所属の女流2級（新女流棋士）となった。同日に山口稀良莉も女流2級になり、同時に2人の女流棋士誕生となった。

### 女流棋士になってから
2023年度の第50期女流名人戦で、予選を勝ち抜き挑戦者決定リーグに進出し女流初段に昇段。その女流名人リーグでは順位上位の伊藤沙恵、里見香奈（現姓：福間）を破るなどして7勝2敗の好成績を挙げ、同成績の里見との挑戦者決定プレーオフとなった。プレーオフでは里見に完敗し、自身初の女流タイトル挑戦を逃す結果となった。プレーオフでは感想戦でも里見の思考スピードの速さを感じたと言う。大山名人杯第31期倉敷藤花戦の西山朋佳との対局でも同様に感じ、里見・西山との力の差はまだ大きくタイトル挑戦はまだ先のことだと取材で話した。
翌期の第51期女流名人戦（2024年度）でも、挑戦には及ばないものの2期連続での成績2位となり、上位での連続リーグ残留を決めた。

## 棋風
- 得意戦法は横歩取り[1]。

## 人物
- 趣味はゲーム実況動画やお笑いを見ること[1]。好きな芸人はダイタク。
- 大学では数学科を専攻[16]。
- アマチュア時代は野原未蘭と対戦することも多く、野原が女流アマ名人戦で3連覇（第49-51期、2020年-2022年）を果たした時は、3年間いずれの大会でも野原との対戦で敗退した[17][18][19]。中学2年のときも第39回全国中学生選抜将棋選手権大会（2018年）女子の部決勝で野原に敗れている[8]。一方、2019年の第13期マイナビ女子オープンチャレンジマッチと、内山が優勝した第14回白瀧あゆみ杯争奪戦（2020年）のアマチュア選抜予選では野原に勝っている[20][21]。このように、内山と野原は中学時代に女子2強という下馬評があったが、内山自身は自分がトップだという意識は持たなかったという[8]。
- アマチュア時代に奨励会入りを検討する時期もあったが、奨励会入りと女流棋士になるのとどちらが良いかを何人かの棋士に質問したところ、「女流棋士が良い」と言われ奨励会入りを勧める棋士がいなかったため、奨励会受験は断念した[7]。

## 昇段・昇級履歴
研修会
- 2017年10月00日 - 関東研修会 入会（C2クラス） [1]
- 2018年00月00日 - 関東研修会 B2クラス昇級
- 2020年06月00日 - 長期休会から復帰（B2クラス）

女流棋士
- 2020年12月01日 - 女流2級（研修会B2クラス） = プロ入り [1]
- 2022年04月01日 - 女流1級（年度指し分け以上・8勝以上／2021年度10勝9敗、女流通算11勝10敗）[22][23][24]
- 2023年03月09日 - 女流初段（女流名人リーグ入り、女流通算27勝19敗）[14][25]

## 主な成績

### 在籍クラス
| 2022 | 2 |  |  |  |     | D24 | 5-3 |
| 2023 | 3 |  |  |  |     | D10 | 6-2 |
| 2024 | 4 |  |  |  | C19 |     | 6-2 |
| 2025 | 5 |  |  |  | C04 |     |     |
| 女流順位戦の 枠表記 は挑戦者。右欄の数字は勝-敗(番勝負/PO含まず)。 順位戦の右数字はクラス内順位 ( x当期降級点 / *累積降級点 / +降級点消去 ) |   |  |  |  |     |     |     |

### 年度別成績
| 2020年度         | 2      | 1    | 1    | 0.5000 | [ 26 ] |              |              |              |              |              |
| (小計)           | 2      | 1    | 1    | 0.5000 |        | 女流通算成績 | 女流通算成績 | 女流通算成績 | 女流通算成績 | 女流通算成績 |
| 年度             | 対局数 | 勝数 | 負数 | 勝率   | (出典) | 対局数       | 勝数         | 負数         | 勝率         | (出典)       |
| 2021年度         | 19     | 10   | 9    | 0.5263 | [ 23 ] | 21           | 11           | 10           | 0.5238       | [ 24 ]       |
| 2022年度         | 27     | 18   | 9    | 0.6666 | [ 27 ] | 48           | 29           | 19           | 0.6041       | [ 28 ]       |
| 2023年度         | 39     | 25   | 14   | 0.6410 | [ 29 ] | 87           | 54           | 33           | 0.6206       | [ 30 ]       |
| 2024年度         | 42     | 26   | 16   | 0.6190 | [ 31 ] | 129          | 80           | 49           | 0.6201       | [ 32 ]       |
| 2021-2024 (小計) | 127    | 79   | 48   |        |        |              |              |              |              |              |
| 通算             | 129    | 80   | 49   | 0.6201 | [ 32 ] |              |              |              |              |              |
| 2024年度まで     |        |      |      |        |        |              |              |              |              |              |

| 2023年度     | 1 | 0 | 0 | 0.0000 | [ 33 ] [ 30 ] |
| 2024年度     | 1 | 0 | 0 | 0.0000 | [ 34 ] [ 32 ] |
| 通算         | 2 | 0 | 2 | 0.0000 | [ 32 ]        |
| 2024年度まで |   |   |   |        |               |

### アマチュアでの戦績
- 2018年 - 第39回全国中学生選抜将棋選手権大会 女子の部 準優勝
- 2020年 - 第14回白瀧あゆみ杯争奪 新人登竜門戦 優勝[10]